# Roman Rogiński
Roman Rogiński (29 février 1840 - 15 février 1915), partisan de l'Insurrection de Grande-Pologne (1848) et de l'insurrection de janvier (1863).

## Biographie
En 1861, il participe à Varsovie aux manifestations patriotiques. Il rejoint le mouvement des Rouges. En 1862, il rejoint l'école militaire polonaise à Gênes et à Coni. Le Comité central national le nomme commissaire de la région de Podlachie. Dans la nuit du 21 au 22 janvier 1863, lorsqu'éclate le soulèvement, à la tête d'une troupe d'environ 1 000 hommes, Roman Rogiński tente sans succès de prendre d'assaut la garnison russe de Biała Podlaska. Le 7 février, il participe à la deuxième journée de la bataille de Siemiatycze (pl). Son unité est vaincue et se replie dans la province de Hrodna. Après une série d'escarmouches avec les Russes, le 3 mars, à Turow, les 150 survivants de sa division sont capturés par des paysans et remis aux autorités russes. Rogiński est condamné à la peine de mort. Cette peine sera commuée en 20 ans de travaux forcés en Sibérie. Il ne revient d'exil qu'en 1892. Il décède le 15 février 1915.

## Sources
- (pl) Cet article est partiellement ou en totalité issu de l’article de Wikipédia en polonais intitulé « Roman Rogiński » (voir la liste des auteurs).